# 达戈贝尔特一世
達戈貝爾特一世（602年—639年1月19日），法兰克王国墨洛温王朝的国王（629年10月18日－639年1月19日在位），分別是奧斯特拉西亞國王（623年－629年在位）、全法蘭克王國國王（629年－634年在位）與及紐斯特里亞和勃艮第國王（629年－639年在位）。達戈貝爾特一世是最後一位擁有實權的墨洛溫王朝君主，亦是第一位葬於巴黎聖但尼聖殿的法國君主。

## 生平
達戈貝爾特一世是克洛泰爾二世與第一任妻子浩德圖德的兒子。克洛泰爾二世於613年已將整個法蘭克王國統一。但是因為克洛泰爾二世將國王的權力下放，他於623年被奧斯特拉西亞的貴族強逼他將奧斯特拉西亞王國交給達戈貝爾特一世。當時，克洛泰爾二世將亞爾薩斯、佛日山脈及阿登不讓這些地方併入奧斯特拉西亞王國之內，但是奧斯特拉西亞的貴族不久便強逼他將這些地方交給達戈貝爾特一世統治。達戈貝爾特一世將奧斯特拉西亞王國西南部分封給亞爾薩斯公爵，建立亞爾薩斯公國。
629年，父親克洛泰爾二世逝世，紐斯特里亞的貴族支持同父異母的弟弟查理貝爾特二世為紐斯特里亞國王，但是奧斯特拉西亞及勃艮第兩地的貴族卻支持長子奧斯特拉西亞國王達戈貝爾特一世為國王，很快達戈貝爾特一世便將三個王國歸入自己管治，查理貝爾特二世只能管治阿基坦王國。當查理貝爾特二世派遣舅父前去與達戈貝爾特一世談判時，達戈貝爾特一世將他的舅父殺死，但是卻任由查理貝爾特二世繼續管治近乎獨立的阿基坦王國。查理貝爾特二世與其子希爾佩里克於632年先後被刺殺，達戈貝爾特一世將阿基坦王國納入他的王國，因而成為最強大的墨洛温王朝國王及當時西方最受人敬仰的統治者。
631年，達戈貝爾特一世率領三支軍隊：阿勒曼尼軍、倫巴底軍及奧斯特拉西亞軍攻撃斯拉夫人的領袖薩摩，在沃噶斯提堡戰役中被打敗。
632年，奧斯特拉西亞貴族在蘭登的丕平率領下叛亂，為了平息叛亂的貴族，達戈貝爾特一世於634年將自己只有3歲的兒子西吉貝爾特三世立為奧斯特拉西亞國王，就像當年他父親將只有11歲的達戈貝爾特一世封為奧斯特拉西亞國王一樣。
統治期間，達戈貝爾特一世將巴黎建立為首都，又在梅爾斯堡興建德國最年代久遠的可居住的城堡。對於宗教的虔誠，達戈貝爾特一世還負責在巴黎本篤會修道院的地方興建聖但尼聖殿及任命斯特拉斯堡的聖阿博加斯為主教，其後成為第一位葬於聖但尼聖殿的法國君主。

## 死亡
639年，达戈贝尔特在塞纳河畔埃皮奈患上了胃病。他向王后南蒂爾德建议让他的儿子克洛維作为纽斯特里亚和勃艮第国王，登基于纽斯特里亚的厄嘎宫。几天后的1月19日，国王逝世，享年37岁。

## 配偶与子女
尽管达戈贝尔特有三妻两妾，但还是只生了两个孩子。根據弗萊德加編年史，達戈貝爾特一世被記載為道德低下，因為他同時擁有三位王后。三位王后分別是南蒂爾德、而另一個晦澀地記載是沃爾菲貢德及布爾查爾德，但沒有一個妃子，並寫下完整的妃子列表可能太長。
625年/626年，達戈貝爾特一世迎娶貢馬圖德，是父親第三任妻子西查爾德的妹妹，但是兩人並沒有生下子女。當達戈貝爾特一世於629年/630年與貢馬圖德離婚後，他娶了是他的個人隨行人員的撒克遜奴婢南蒂爾德為妻。南蒂爾德於634年/635年為他誕下幼子克洛維。在與南蒂爾德結婚後，達戈貝爾特一世與一位名叫拉格勒圖德的女子有染，於630年/631年誕下長子西吉貝爾特。
- 長子：西吉貝爾特三世，後為奧斯特拉西亞國王
- 幼子：克洛維二世，後為紐斯特里亞和勃艮第國王

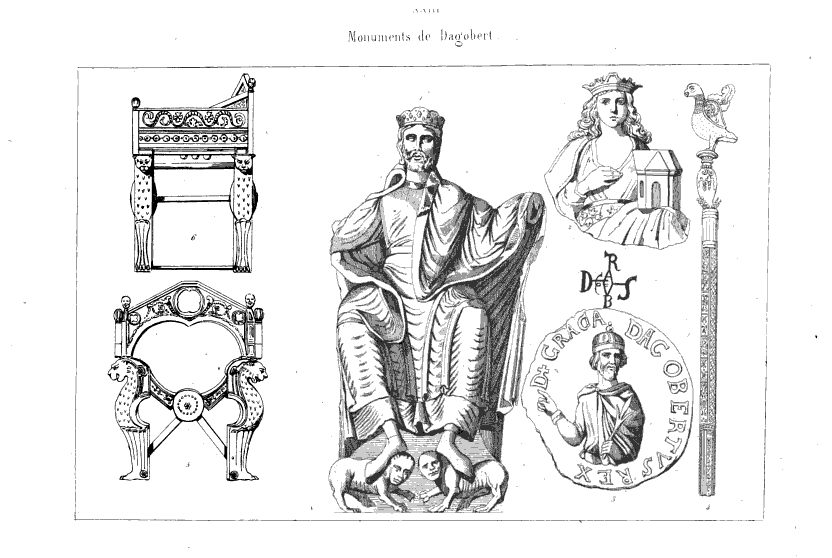
Abel Hugo - France historique et monumentale (1837).